# Богдан Бракалов
Богдан Бракалов е български революционер и опълченец.
Роден е през 1845 г. в Калофер. Образование добива в родния си град до III кл. После в Пловдив – IV и V кл., а сетне в Табор и Прага кара гимназиален курс. В Прага следвал една година и в кожарско училище, след което се върнал в Калофер и се опитал да направи безуспешно фабрика. Затова заминал за Букурещ, където започнал работа пак като кожар. В Букурещ се запознал с Любен Каравелов, Христо Ботев, д-р Георги Странски и с други хора от емигрантските и хъшовски кръгове, така се увлякъл, че напуснал работата си и се предал на революционното дело. През 1876 се върнал обратно в Калофер във връзка с подготовката на въстанието. След погромът му било опасно за той да остане в Калофер. Тодор Бракалов и Въльо Блъсков тайно повикали един техен добър приятел турчин от с. Доймушларе и го убедили да закара Богдан с каруцата си в Бургас, за което човекът получил добри пари. От Калофер Богдан взел и писмо от д-р Димитър Николич за английския консул в Бургас, който бил негов приятел. Когато тръгнали Богдан бил облечен в дрехи на кадъна (мюсюлманка, предимно туркиня; ханъма), имал и фередже. В Бургас пристигнали благополучно и на другия ден консулът и Богдан отишли на парахода, а с него в Цариград, в руското посолство. Вечерта го отвели в английското посолство и той осведомил за всичко, каквото знаел за въстанието и погромите.
От Цариград с руски параход Богдан отишъл в Одеса. Там в един полицейски участък му дали руски паспорт и през Кишенев и Галац отишъл в Браила. В Браила имало събрани до 300 българи емигранти. Те всички, както и Богдан, отишли с влака до Плоещ и се записали в Блгарското опълчение. В боевете при Стара Загора Богдан получава ранение на две места, та по тази причина после бил закаран в Свищов. Там в болницата стоял два и половина месеца и сетне пак се върнал в опълчението при село Зелено дърво.
След Освобождението Богдан Бракалов става околийски началник, и после едно след друго бива ковчежник (касиер) в Станимака, главен бирник в пловдивския департамент, Стремски (карловски) околийски началник и пр. Жени се за учителката Мария Българова – годеница на апостола Тодор Каблешков до неговата гибел. Раждат им се девет деца. След 18-годишна служба той се пенсионира. Богдан Бракалов умира в София на 19 април 1923 г.